# Harris River
Harris River är ett vattendrag i Australien. Det ligger i delstaten Western Australia, omkring 150 kilometer söder om delstatshuvudstaden Perth.
I omgivningarna runt Harris River växer huvudsakligen savannskog. Runt Harris River är det mycket glesbefolkat, med 5 invånare per kvadratkilometer. Genomsnittlig årsnederbörd är 785 millimeter. Den regnigaste månaden är september, med i genomsnitt 152 mm nederbörd, och den torraste är februari, med 7 mm nederbörd.